# مکائوی ارتشی
مکائوی ارتشی (نام علمی: Ara militaris) نام یک گونه از سرده طوطی‌های شادرنگ است.

## نگارخانه

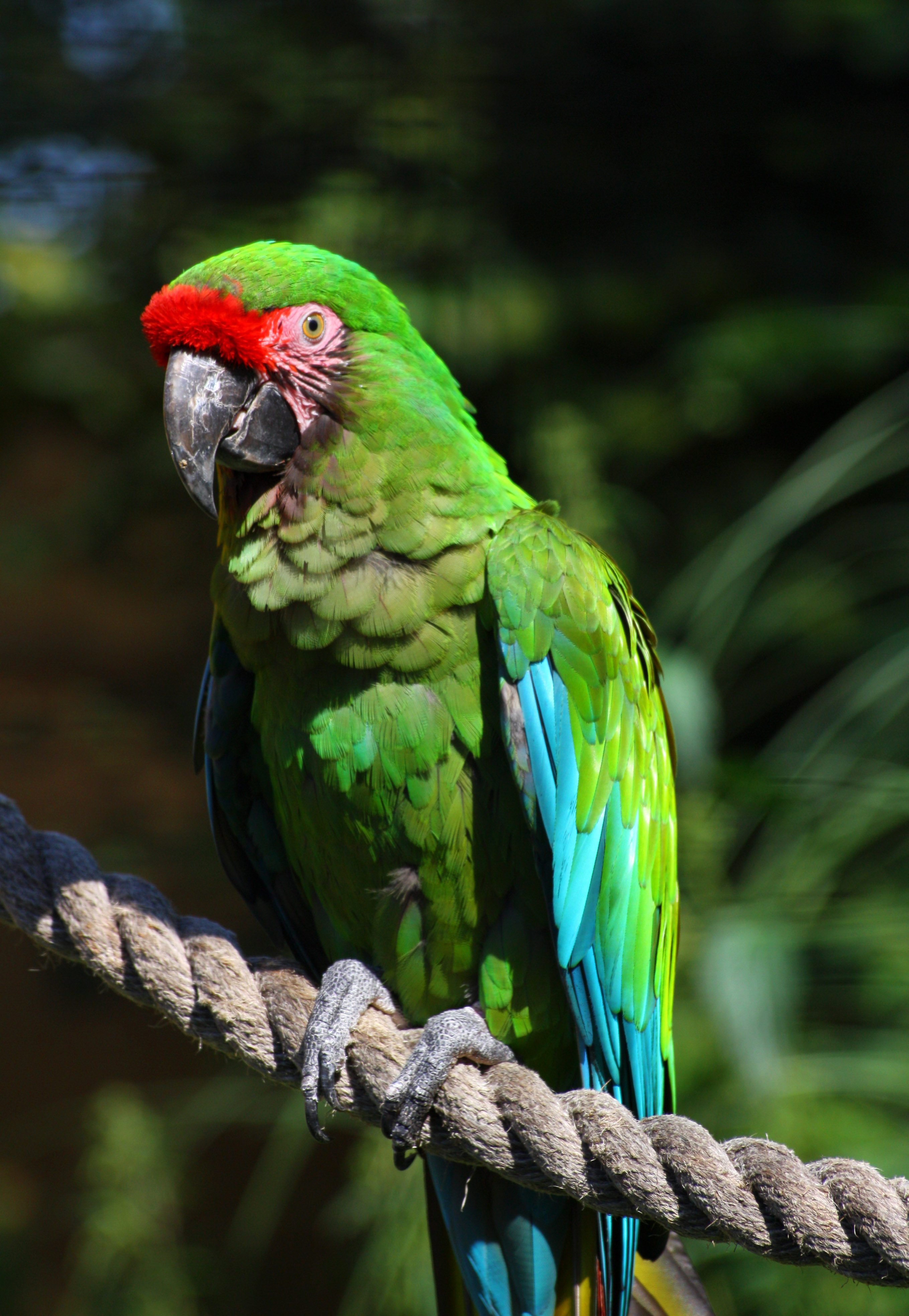
یک مکائو ارتشی در باغ‌وحش لندن
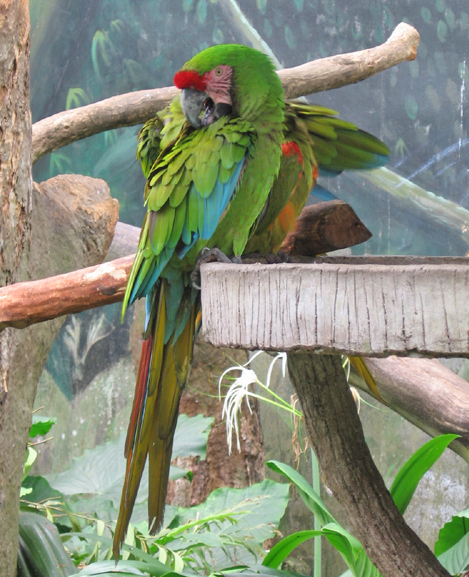
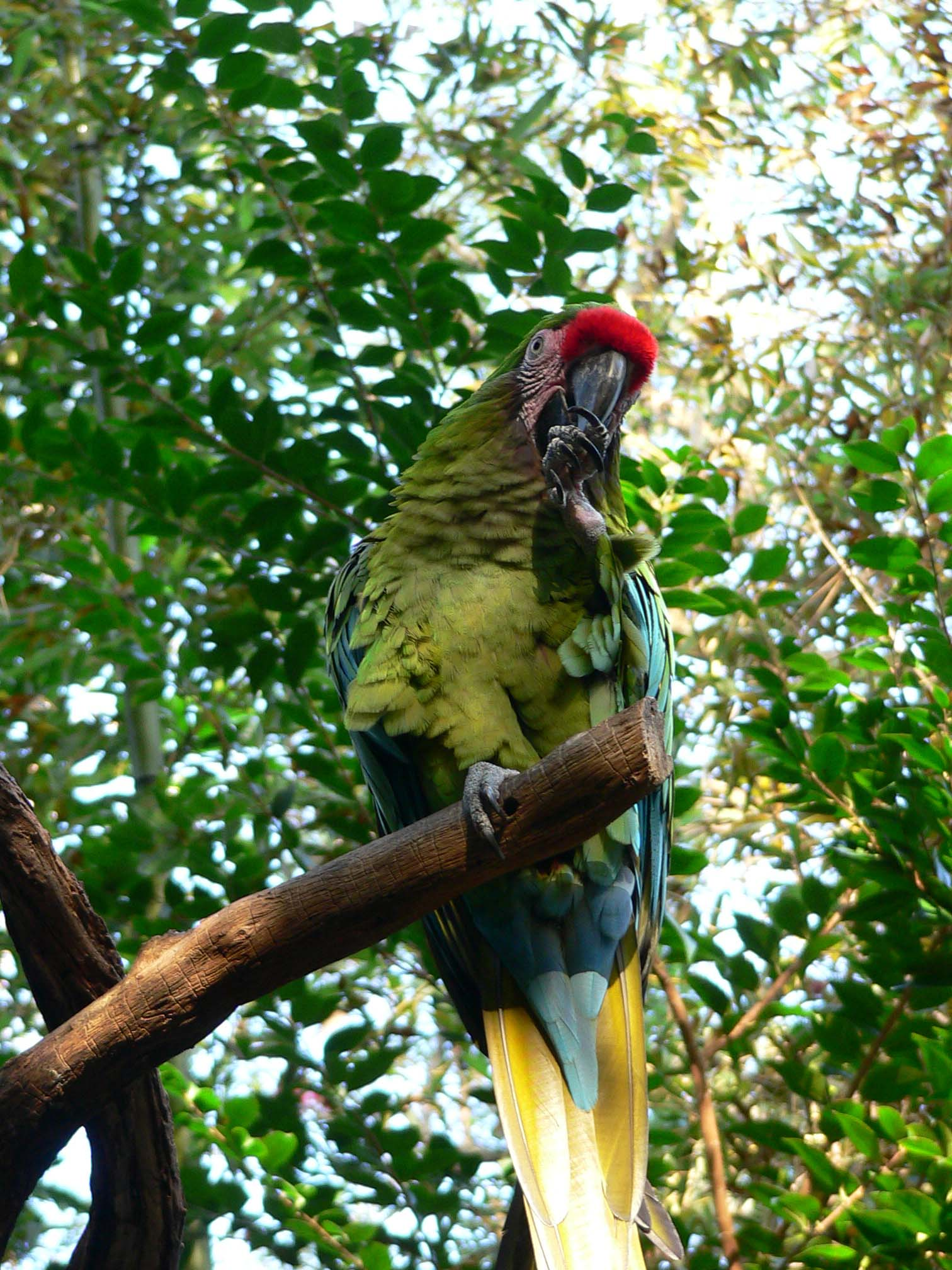
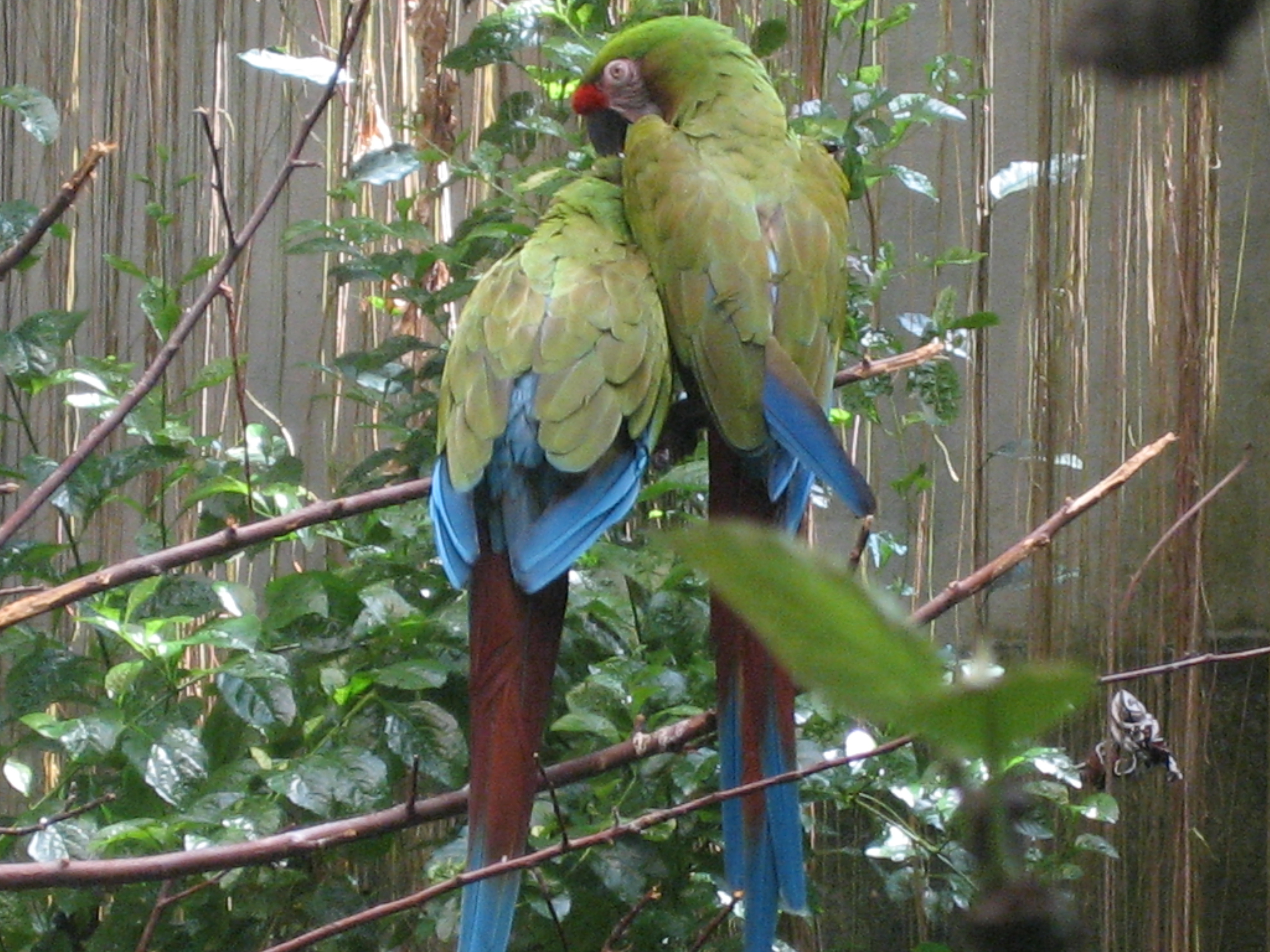
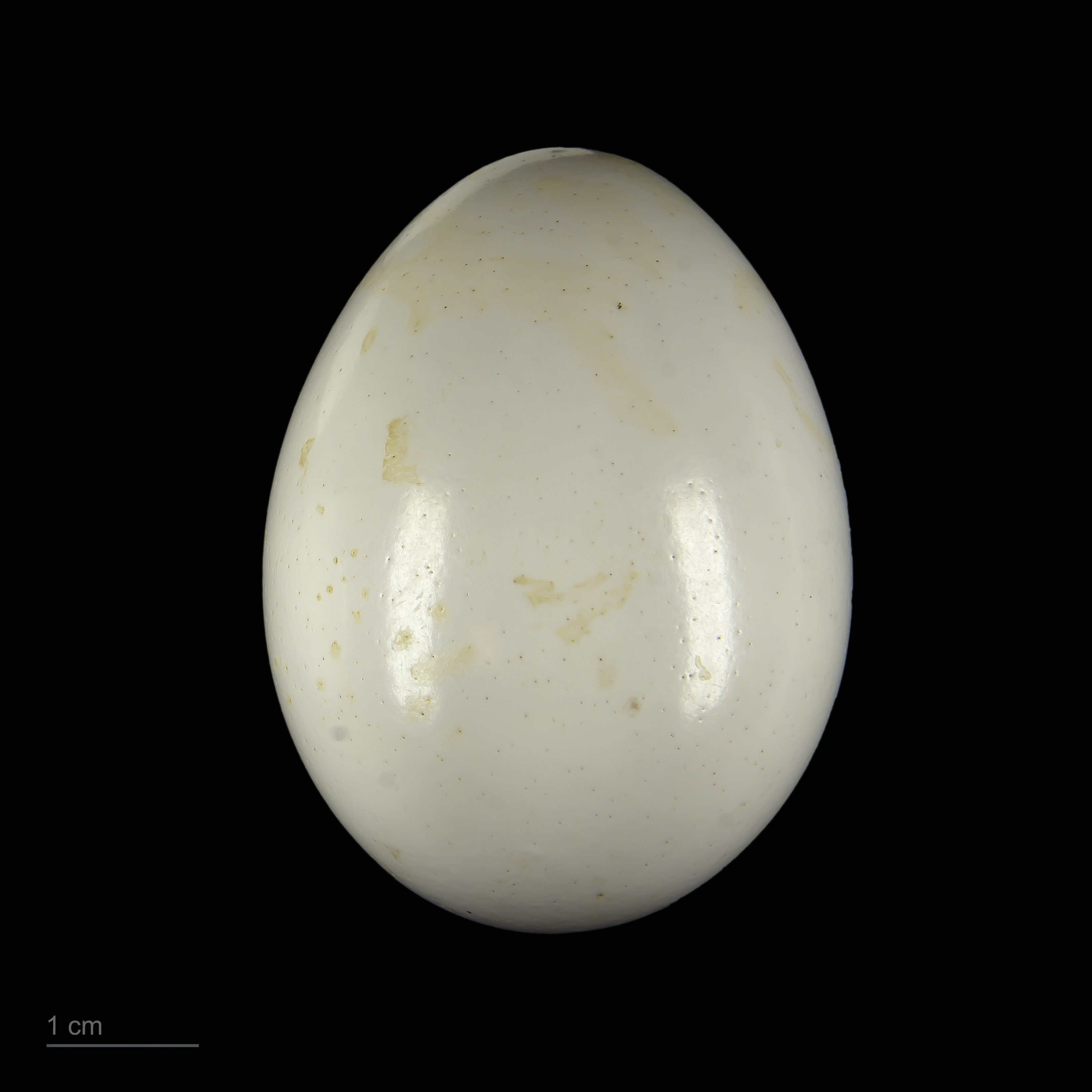
Museum specimen